# Liste de points extrêmes de la Mongolie
Cet article liste les points extrêmes de la Mongolie.

## Latitude et longitude
- Point le plus au nord : Tsagaannuur, Khövsgöl 51° 35′ 53″ N, 98° 55′ 12″ E
- Point le plus au sud : Nomgon, Ömnögovi 38° 50′ 00″ N, 105° 39′ 59″ E
- Point le plus à l'est : Khalkhgol, Dornod 46° 48′ 10″ N, 119° 58′ 44″ E
- Point le plus à l'ouest : Tsengel, Bayan-Ölgii 47° 42′ 07″ N, 86° 52′ 30″ E

## Altitude
- Point culminant :  4 374 m (Kujten Uul)[1]
- Point le plus bas :  	518 m (Hoh Nuur)

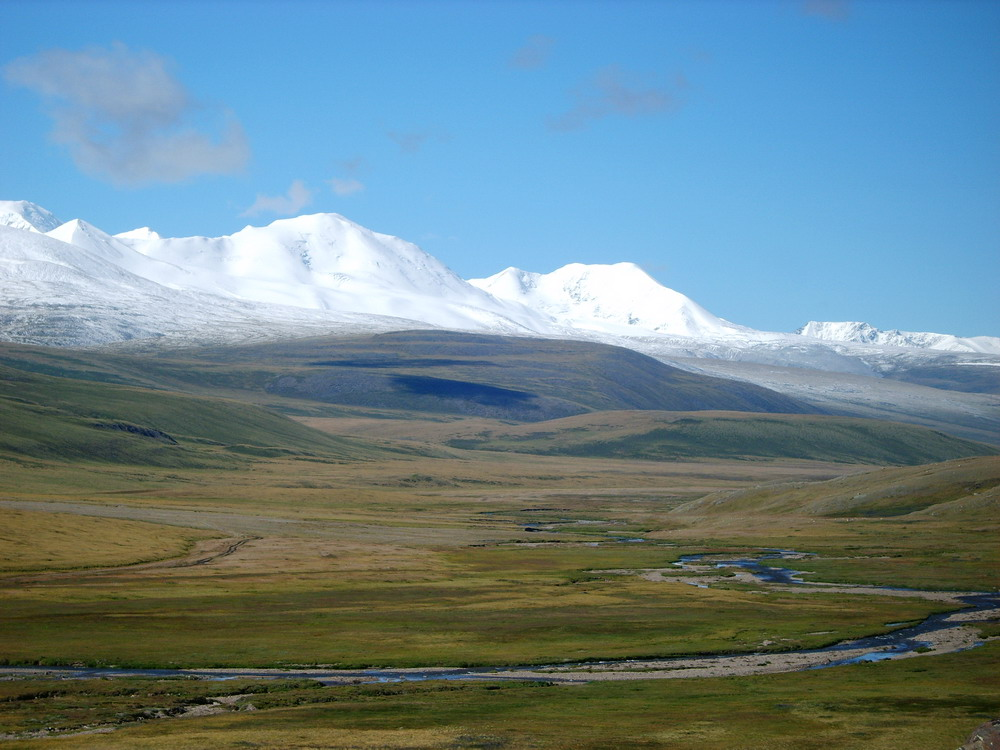
Le Kujten Uul, point culminant de la Mongolie